# Follies
Follies è un musical del 1971 con musica e testi di Stephen Sondheim e copione di James Goldman. La produzione originale di Broadway aprì il 4 aprile 1971 con la regia di Harold Prince e Michael Bennett (che curava anche le coreografie). Il musical fu candidato a undici Tony Award, vincendone sette. La produzione originale, che chiuse in rosso, restò in cartellone per 522 repliche. Il musical ha avuto numerosi revival sia a Broadway che a Londra, e la colonna sonora contiene celebri canzoni diventate un repertorio classico del teatro musicale, tra le quali Broadway Baby, I'm Still Here, Too Many Mornings, Could I Leave You? e Losing My Mind.
Il musical parla della riunione di un gruppo di attori e cantanti che si esibivano molti anni prima, tra le due guerre mondiali, nel teatro in cui recitavano e che ora deve essere demolito. Il gruppo si esibiva nel Weismann's Follies, una rivista musicale simile alle Ziegfeld Follies. La trama è incentrata specialmente su due coppie che hanno partecipato alla riunione: Buddy e Sally Durant Plummer e Benjamin e Phyllis Rogers Stone. Sally e Phyllis erano delle showgirl al tempo delle Follies. Entrambe le coppie sono profondamente infelici nei loro matrimoni: Buddy, diventato un rappresentante di commercio, ha imbastito una relazione con una ragazza incontrata in viaggio per affari; Sally, invece, è ancora innamorata di Ben, così come lo era ancora molti anni prima. Ma Ben è troppo preoccupato per la depressione di Phyllis per curarsi di altro. Numerose ballerine ripercorrono la propria storia e si esibiscono nei numeri di un tempo, spesso accompagnate solo dal fantasma di loro stesse giovani.

## Trama
Sul palco del Weismann Theatre, destinato ad un'imminente trasformazione in parcheggio, ha luogo una reunion in onore dello spettacolo di rivista Weismann's Follies e delle sue belle showgirl, andato in scena ogni anno tra le due guerre. Quello una volta che era un bel teatro ora è poco più che travi e impalcature (Prologue/Overture). Mentre i fantasmi delle giovani interpreti vagano lentamente sulla scena, fa ingresso un maggiordomo con il suo entourage di camerieri. Passano tra gli spettri delle ragazze senza vederle. Sally Durant Plummer, minuta e dai tratti morbidi, una ex Weismann girl, è la prima ad arrivare; la sua giovane controparte fantasma le si avvicina. Arriva anche Phyllis Rogers Stone, una donna elegante e raffinata, con il marito Ben, uno stimato politico e filantropo. Mentre le loro controparti giovani vanno loro incontro, Phyllis commenta con Ben il loro passato. Finge disinteresse; c'è della tensione repressa nella loro relazione. Mentre arrivano altri ospiti, il marito di Sally, Buddy, entra; è un rappresentante di commercio, di bella presenza e dallo spirito allegro, i cui sorrisi coprono la disillusione interiore. Alla fine, entra Weismann in persona per dare il benvenuto agli ospiti.
Roscoe, il vecchio presentatore, fa entrare le ex showgirl (Beautiful Girls). Tra gli ex interpreti presenti al ritrovo vi sono Max e Stella, che dopo aver perso il loro lavoro alla radio sono diventati proprietari di un negozio a Miami; Solange La Fitte, una cantante francese ancora civettuola nonostante l'età. Hattie Walker, che è sopravvissuta a cinque mariti più giovani; Vincent e Vanessa, ex ballerini adesso proprietari di una scuola di danza; Heidi Schiller, soprano per il quale una volta Lehár (o Oscar Strauss? non ne è sicura) scrisse un valzer; e Carlotta Campion, una star del cinema che ha deciso di godersi la vita e che è passata attraverso ogni tipo di esperienza.
Mentre gli ospiti rimembrano il passato, vengono rievocate le storie di Ben, Phyllis, Buddy e Sally. Le due donne erano compagne di stanza ai tempi delle Follies e i due uomini erano migliori amici a scuola a New York. Quando Sally scorge Ben, una volta suo fidanzato, lo accoglie nervosamente (Don't Look at Me). Buddy e Phyllis raggiungono i rispettivi coniugi e i quattro rievocano i tempi andati dei loro corteggiamenti e della vita nel teatro, mentre le loro memorie prendono vividamente vita nelle apparizioni delle loro controparti giovani (Waiting For The Girls Upstairs). Ognuno dei quattro rimane turbato alla realizzazione di quanto la vita l'abbia cambiato. Altrove, Emily e Theodore Whitman, ex comici di vaudeville, rievocano il loro vecchio numero (The Rain on the Roof). Solange dimostra di essere ancora seducente a quelli che lei sostiene essere 66 anni di età (Ah, Paris!), e Hattie Walker esegue quello che era il suo cavallo di battaglia (Broadway Baby).
Buddy segnala a Phyllis che Sally è ancora innamorata di Ben e si inquieta all'idea di come il passato minacci di ripetersi. Sally è incantata dalla vita all'apparenza esaltante di Ben, ma Ben si chiede se ha davvero fatto tutte le scelte giuste (The Road You Didn't Take). Sally racconta a Ben di come sia la sua vita con Buddy, cercando di convincere tanto lui quanto stessa (In Buddy's Eyes). È infatti evidente che Sally sia ancora innamorata di Ben, anche se la loro storia finì in malo modo quando quest'ultimo decise di sposare Phyllis. Si scrolla via di dosso i pensieri e inizia a danzare con Ben, che rimane toccato al pensiero della Sally che un tempo aveva rifiutato. Phyllis interrompe il momento di tenerezza e ha uno scontro pungente con Sally. Prima di avere la possibilità di tirare fuori tutto, sono entrambe chiamate a partecipare ad un'altra performance: Stella Deems e le ex ragazze di fila eseguono un vecchio numero (Who's That Woman?), in parallelo alle loro controparti giovani. In seguito, Phyllis e Ben discutono con rabbia delle loro vite e della loro relazione, ormai come intorpidita, senza emozioni. Sally da parte sua è amareggiata e si rende conto di non essere mai stata felice con Buddy, nonostante lui l'abbia sempre adorata. Lo accusa di avere delle scappatelle mentre è in giro per lavoro e lui dichiara di avere un'amante fissa, Margie, in un'altra città, ma di tornare poi sempre a casa.
Carlotta intrattiene un gruppo di ammiratori con il racconto di come il suo assolo drammatico sia stato un tempo tagliato dalle Follies, perché il pubblico lo prendeva per ironico, e lo trasforma in un brindisi al suo stesso tenace spirito di sopravvivenza (I'm Still Here).
Ben si confida con Sally dicendole che la sua vita è vuota. Lei desidera fortemente che lui l'abbracci, ma la giovane Sally si intromette tra la coppia (Too Many Mornings). Preso dalla passione dei ricordi, Ben bacia Sally e Buddy li vede, non visto. Sally pensa che questo sia il segno che i due finalmente si sposeranno, e quando Ben sta per smentirla lei lo interrompe con un bacio e scappa via per prendere le sue cose, pensando che i due se ne andranno via assieme.
Buddy, furioso, esce dall'ombra e fantastica sulla ragazza che avrebbe invece dovuto sposare, Margie, che lo ama e lo fa sentire "qualcuno", ma poi amaramente constata di non amarla (The Right Girl). Annuncia a Sally che per lui è finita, ma lei è persa nel suo mondo di fantasia, e gli dice che Ben le ha chiesto di sposarlo. Buddy le risponde che deve essere o ubriaca o pazza; essendo già stato al fianco di Sally attraverso cliniche di riabilitazione e ospedali psichiatrici, non ne può più.
Ben ubriaco chiede la mano a Carlotta, con la quale una volta ebbe un'avventura, ma lei, che ha amante più giovane, lo rifiuta freddamente. Nel frattempo Heidi Schiller canta One More Kiss, con la sua voce invecchiata in contrasto con le effervescenti colorature di se stessa giovane. Phyllis bacia un cameriere e gli confessa di aver sempre voluto avere un bambino. Dice poi a Ben che il loro matrimonio non può andare avanti così. Ben replica dicendo che vuole il divorzio, e Phyllis suppone che la richiesta sia dovuta all'amore che lui prova per Sally. Ben lo nega, ma dice che comunque vuole Phyllis fuori dalla sua vita. Furiosa e ferita, Phyllis soppesa se acconsentire alla richiesta (Could I Leave You?). Phyllis inizia a interrogare la sua se stessa giovane, che ha lavorato così duramente per diventare la donna di società di cui Ben aveva bisogno. Ben rimprovera al suo se stesso giovane di non apprezzare tutto il lavoro che Phyllis ha fatto. Entrambi i Buddy entrano per scontrarsi con i due Ben su come abbiano sedotto Sally. Sally e la sua se stessa giovane entrano e Ben dice risolutamente a Sally che non l'ha mai amata. Tutti iniziano a parlare e urlare assieme l'uno contro l'altro. All'apice della confusione, le coppie sono invase dalla loro stessa follia, che trasforma il fatiscente teatro nella favolosa "Terra dell'Amore" (Loveland), uno sfarzoso spettacolo uscito delle vecchie Follies di Weismann, "il luogo dove gli innamorati sono sempre giovani e belli, e tutti vivono solo per l'amore". Sally, Phyllis, Ben e Buddy mettono in scena i propri vissuti amorosi in una sorta di esaurimento nervoso collettivo.
Le due coppie giovani cantano in contrappunto delle loro speranze per il futuro (You're Gonna Love Tomorrow/Love Will See Us Through). Buddy entra in scena vestito da clown ed esegue un frenetico numero di vaudeville su come si senta diviso tra l'amore che lui prova per Sally e l'amore che Margie prova per lui (The God-Why-Don't-You-Love-Me Blues). A seguire Sally, in elegante abito da cantante di canzoni struggenti, canta la sua passione per il Ben del passato e della sua nuova ossessione per il Ben di oggi (Losing My Mind). In un numero di danza jazz, accompagnato da una truppa di ballerini, Phyllis medita sui due lati della sua personalità, uno ingenuo e passionale e l'altro impassibile e sofisticato, e del suo desiderio di conciliarli (The Story of Lucy and Jessie). In cilindro e frac, Ben inizia ad esporre in musica la sua filosofia di imperativa spensieratezza (Live, Laugh, Love), ma ad un certo punto si perde e chiede la battuta al direttore d'orchestra. Cerca disperatamente di continuare, in preda all'agitazione, mentre il corpo di ballo continua come se niente fosse. Urla disperato e collassa, chiamando il nome di Phyllis.
"Loveland" svanisce, rivelando di nuovo il vero teatro reale in rovina; l'alba è vicina. Ben riconosce a Phyllis l'ammirazione che prova per lei, che pazientemente lo aiuta a ricomporsi, prima di andare entrambi via. Dopo che se sono andati, Buddy riaccompagna un'emotivamente devastata Sally al loro hotel, con la risoluzione di affrontare i problemi in seguito. Le loro giovani controparti fantasma appaiono, guardandoli andare tutti via. I Ben e Buddy giovani chiamano sommessamente le loro ragazze al piano di sopra, e le Follies hanno fine.

## Numeri musicali
- Beautiful Girls - Roscoe e la compagnia
- Don't Look at Me - Sally e Ben
- Waiting for the Girls Upstairs - Ben, Sally, Phyllis e Buddy, Ben da giovane, Sally da giovane, Phyllis da giovane e Buddy da giovane
- Rain on the Roof - Emily e Theodore
- Ah, Paris! - Solange
- Broadway Baby - Hattie
- The Road You Didn't Take - Ben
- Bolero d'Amour - Vincent e Vanessa[nota 1]
- In Buddy's Eyes - Sally
- Who's That Woman? - Stella e la compagnia
- I'm Still Here - Carlotta
- Too Many Mornings - Ben e Sally
- The Right Girl - Buddy
- One More Kiss - Heidi e Heidi da giovane
- Could I Leave You? - Phyllis
- Loveland - Compagnia
- You're Gonna Love Tomorrow / Love Will See Us Through - Phyllis e Buddy, Ben da giovane, Sally da giovane, Phyllis da giovane e Buddy da giovane
- The God-Why-Don't-You-Love-Me Blues - Buddy, Margie, Sally
- Losing My Mind - Sally
- The Story of Lucy and Jessie[nota 2] - Phyllis e la compagnia
- Live, Laugh, Love - Ben e compagnia
- Finale - Compagnia

1. ↑  Omessa in alcune produzioni.
2. ↑  In alcune produzioni è sostituita con Ah, But Underneath.

## Personaggi e interpreti
| Personaggio          | Descrizione | Broadway, 1971    | Altri interpreti |
| -------------------- | --- | ----------------- | --- |
| Sally Durant Plummer | Casalinga quarantanovenne, ex-ballerina di fila delle Weismann Follies, sposata con Buddy e ancora innamorata di Ben.                                                                  | Dorothy Collins   | Janet Blair, Debra Byrne, Vikki Carr, Victoria Clark, Jan Clayton, Barbara Cook, Ethel Barrymore Colt, Kim Crosby, Leslie Denniston, Nancy Dussault, Kathryn Evans, Maria Friedman, Ruthie Henshall, Judith Ivey, Jane Kean, Judy Kaye, Florence Lacey, Jill Martin, Marilyn Maye, Donna McKechnie, Julia McKenzie, Mary Millar, Claire Moore, Christiane Noll, Charlotte Page, Bernadette Peters, Teri Ralston, Joanna Riding, Marti Rolph, Terry Saunders, Imelda Staunton, Shani Wallis, Jomarie Ward                                                 |
| Buddy Plummer        | Commesso viaggiatore di mezz'età, sposato con Saly, che tradisce occasionalmente. | Gene Nelson       | Danny Burstein, Dick Clair, Don Correia, John Cullum, Bradley Dean, John Diedrich, Patrick Doyle, Harvey Evans, David Firth, Peter Forbes, Tim Flavin, Henry Goodman, Harry Groener, Laurence Guittard, Dick Latessa, Michael McGrath, Ron Moody, Mandy Patinkin, Robert Petkoff, Peter Polycarpou, Jérôme Pradon, Tony Roberts, Russ Tamblyn, Treat Williams |
| Phyllis Rogers Stone | Elegante signora dell'alta società dal passato meno abbiente, cinica e sarcastica, sposata con Ben e intenzionata a salvare il suo matrimonio. Amica di Sally dai tempi delle Follies. | Alexis Smith      | Rosemary Ashe, Christine Baranski, Vivian Blaine, Judi Connelli, Cynthia Dale, Blythe Danner, Janie Dee, Leslie Denniston, Patty Duke, Colleen Fitzpatrick, Louise Gold, Kathryn Hays, Dee Hoty, Anne Jeffreys, Phyllis Logan, Millicent Martin, Jan Maxwell, Donna McKechnie, Donna Murphy, Caroline O'Connor, Sarah Payne, Jill Perryman, Louise Plowright, Juliet Prowse, Lee Remick, Diana Rigg, Liz Robertson, Virginia Sandifur, Emily Skinner, Sheila Smith, Jane Summerhays, Constance Towers, Julie Wilson, Gretchen Wyler, Stephanie Zimbalist |
| Benjamin "Ben" Stone | Ex politico, in crisi di mezz'età e convinto di aver tradito i suoi sogni e valori giovanili.                                                                                          | John McMartin     | Robert Alda, Brent Barrett, Graham Bickley, Len Cariou, Walter Charles, Ed Evanko, Victor Garber, Bob Gunton, Alexander Hanson, Gregory Harrison, David Healy, George Hearn, Hans Peter Janssens, Daniel Massey, Jeff McCarthy, Eric McCormack, Kurt Peterson, Philip Quast, Denis Quilley, Ron Raines, Tony Roberts, Dave Willetts |
| Carlotta Campion     | Ex Weismann Girl, consumata donna di spettacolo che ha avuto successo a teatro, nel cinema, nel varietà e, soprattutto, in televisione.                                                | Yvonne De Carlo   | Edie Adams, Christine Baranski, Lynn Bari, Tracie Bennett, Polly Bergen, Betty Buckley, Carol Burnett, Debra Byrne, Judi Connelli, Jill Corey, Kim Criswell, Dolores Gray, Marilyn Eastman, Joyce Jameson, Eartha Kitt, Florence Lacey, Diane Langton, Marion Marlowe, Marilyn Maye, Donna McKechnie, Ann Miller, Karen Morrow, Patrice Munsel, Nancy Opel, Elaine Paige, Jill Perryman, Louise Pitre, Hollis Resnik, Angela Richards, Annie Ross, Sheila Smith, Julie Wilson                                                                            |
| Hattie Walker        | Ex Weismann Girl, donna non più giovanissima che non recita da tempo. Il suo grande numero era "Broadway Baby".                                                                        | Ethel Shutta      | Maxeane Andrews, Kaye Ballard, Helon Blount, Di Botcher, Chili Bouchier, Carole Cook, Margaret Courtenay, Selma Diamond, Betty Garrett, Nancye Hayes, Mimi Hines, Jayne Houdyshell, Dorothy Lamour, Linda Lavin, Thelma Lee, Lorna Luft, Brigitte Mira, Claire Moore, Imelda Staunton, Elaine Stritch, Julia Sutton |
| Stella Deems         | Ex ballerina delle Weismann Follies, ora gestisce un negozio con il marito Max. Il suo grande momento in scena era il numero dello specchio.                                           | Mary McCarty      | Lynda Baron, Anita Dobson, Nancye Hayes, Dawn Hope, Meg Johnson, Susan Johnson, Gemelle Kessler, Phyllis Newman, Shezwae Powell, Liz Torres, Terri White, Carol Woods, Jo Anne Worley |
| Heidi Schiller       | Soprano viennese, ex Weismann Girl e vecchia amante di Franz Lehár ed Oscar Straus | Justine Johnston  | Edie Adams, Licia Albanese, Lucine Amara, Josephine Barstow, Ethel Barrymore Colt, Julia Goss, Marta Eggerth, Rosalind Elias, Adele Leigh, Felicity Lott, Carol Neblett, Marni Nixon, Charlotte Page, Joan Roberts, Yma Sumac |
| Solange LaFitte      | Ex ballerina francese delle Waismann Follies, ora vende profumi | Fifi D'Orsay      | Jonelle Allen, Maria Charles, Yvonne Constant, Denise Darcel, Ann Emery, Joy Franz, Margot Hielscher, Hildegarde, Amanda McBroom, Liliane Montevecchi, Mary Beth Peil, Stefanie Powers, Régine, Elizabeth Seal, Jane White, Amra-Faye Wright |
| Emily Whitman        | Ex ballerina delle Weismann Follies, sposata con Theodore e co-proprietaria con il marito di una scuola di danza                                                                       | Marcia Stringer   | Camila Ashland, Norma Atallah, Pearl Carr, Mary Jo Catlett, Marge Champion, Betty Comden, Anita Harris, Virginia Mayo, Natalie Mosco, Anne Rogers, Susan Watson |
| Theodore Whitman     | Ex ballerino delle Weismann Follies, sposato con Emily e co-proprietario con la moglie di una scuola di danza                                                                          | Charles Welch     | Billy Boyle, Don Correia, Adolph Green, Roy Hudd, Teddy Johnson, Dick Latessa, Bert Newton, Donald Saddler, Sammy Williams |
| Young Sally          | La Sally Durant che danzava alle Weisman Follies nel 1940 | Marti Rolph       | Liz Callaway, Lora Lee Gayer, Jean Louisa Kelly, Jenna Russell, Gemma Sutton, Lauren Ward |
| Young Ben            | Il giovane Ben Stone, studente di legge e prossimo ad essere spedito in Europa per la guerra                                                                                           | Kurt Peterson     | Alistair Brammer, Brian d'Arcy James, Michael Gruber, Glyn Kerslake, Hugh Maynard, Chris McCarrell, Howard McGillin, Michael McGrath, Stuart Neal |
| Young Phyllis        | Phyllis Stone a vent'anni, ballerina di fila e fidanzata con Ben | Virginia Sandifur | Gillian Bevan, Erin Dilly, Caroline O'Connor, Kelli O'Hara, Meredith Patterson, Laura Pitt-Pulford, Summer Strallen, Sally Ann Triplett, Zizi Strallen |
| Young Buddy          | Buddy Plummer da giovanotto mentre corteggiava Sally nel 1940 | Harvey Evans      | Fra Fee, Jim Walton |
| Dimitri Weismann     | Un tempo grande produttore teatrale, con numerosi matrimoni e imprese artistiche fallite alle spalle                                                                                   | Arnold Moss       | Philip Bosco, Eddie Bracken, Andre Gregory, John Raitt, Gary Raymond, Leonard Sachs, Louis Zorich |

## Produzioni principali

### Boston
Prima di debuttare ufficialmente a Broadway, Follies è andato in scena al Colonial Theatre di Boston dal 20 febbraio al 20 marzo 1971.

### Broadway
Il 24 marzo 1971 cominciarono le dodici anteprime del musical, che debuttò ufficialmente il 4 aprile al Winter Garden Theatre. Il cast comprendeva: Alexis Smith (Phyllis), John McMartin (Ben), Dorothy Collins (Sally), Gene Nelson (Buddy), Yvonne De Carlo (Carlotta), Fifi D'Orsay (Solange LaFitte), Justine Johnston (Heidi Schiller), Mary McCarty (Stella Deems), Arnold Moss (Dimitri Weismann), Ethel Shutta (Hattie Walker), Marcie Stringer (Emily Whitman), Charles Welch (Theodore Whitman), Sheila Smith (Meredith), Victoria Mallory (Heidi da giovane), Helon Blount (Dee Dee West), Ethel Barrymore Colt (Christine Crane) e Kurt Peterson (Ben da giovane). La regia era di Harold Prince e Michael Bennett, che curava anche le coreografie. Il musical rimase in scena per un totale di 522 repliche e chiuse il 1º luglio 1972. I produttori persero oltre 700.000 dollari.

### Los Angeles
Il 22 luglio 1972, dopo una breve sosta a St. Louis, Follies andò in scena allo Shubert Theatre di Los Angeles e vi rimase fino al 1º ottobre dello stesso anno. Alexis Smith, John McMartin, Dorothy Collins, Gene Nelson e Yvonne De Carlo tornarono a ricoprire i ruoli già interpretati a Broadway ma, nel corso delle repliche, Janet Blair rimpiazzò la Collins ed Edward Winter sostituì McMartin.

### West End
Il 21 luglio 1987 debuttò la prima produzione londinese di Follies, in scena allo Shafstesbury Theatre; lo spettacolo, diretto da Mike Ockrent, presentava alcune differenze rispetto alla produzione originale, tanto nel libretto quanto nella messa in scena. Il cast originale comprendeva Julia McKenzie (Sally), Diana Rigg (Phyllis), Dolores Gray (Carlotta), Daniel Massey (Ben), David Healy (Buddy), Jill Martin (Meredith), Margaret Courtenay (Hattie), Leonard Sachs (Dimitri Weisman), Lynda Baron (Stella) e Paul Bentley (Roscoe); nel corso delle repliche Millicent Martin sostituì Diana Rigg ed Eartha Kitt rimpiazzò la Gray. Jill Martin sostituì Julia McKenzie nel corso delle rappresentazioni, ma la McKenzie tornò a interpretare Sally in occasione delle ultime repliche. Lo spettacolo rimase in scena per 644 repliche e chiuse il 4 febbraio 1989.

### New Jersey
Robert Johanson ha diretto la produzione del musical andata in scena alla Paper Mill Playhouse dal 15 aprile al 31 maggio 1998. Il cast annoverava: Dee Hoty (Phyllis), Donna McKechnie (Sally), Laurence Guittard (Ben), Tony Roberts (Buddy), Ann Miller (Carlotta) e Kaye Ballard (Hattie).

### Revival di Broadway
Il primo revival di Broadway di Follies è andato in scena per 117 repliche dall'aprile al luglio 2001 al Belasco Theatre. Matthew Warchus ha diretto un cast che comprendeva: Blythe Danner (Phyllis), Judith Ivey (Sally), Gregory Harrison (Ben), Treat Williams (Buddy), Polly Bergen (Carlotta), Betty Garrett (Hattie), Erin Dilly (Phyllis da giovane), Lauren Ward (Sally da giovane), Jane White (Solange), Marge Champion (Emily Whitman) e Kelli O'Hara (Hattie da giovane).

### Washington
Una nuova produzione di Follies, diretta da Eric Schaeffer, è andata in scena dal 21 maggio al 19 giugno 2011 al Kennedy Center di Washington. Il cast comprendeva: Bernadette Peters (Sally), Jan Maxwell (Phyllis), Ron Raines (Ben), Danny Burstein (Buddy), Elaine Paige (Carlotta), Linda Lavin (Hattie), Rosalind Elias (Heidi), Terri White (Stella), Florence Lacey (Sandra Crane), Susan Watson (Emily), Don Correia (Theodore), Colleen Fitzpatrick (DeeDee West).

### Secondo revival di Broadway
Il 7 agosto cominciarono le anteprime della produzione di Schaeffer a New York, che aprì ufficialmente il 12 settembre al Marquis Theatre; lo spettacolo rimase in scena fino al 22 gennaio 2012, per un totale di 152 repliche e 38 anteprime. Il cast era sostanzialmente lo stesso di Washington, se non per Jayne Houdyshell che sostituiva Linda Lavin e Mary Beth Peil che rimpiazzava Règine nel ruolo di Solange.

### Los Angeles
La stessa produzione di Follies è andata in scena all'Ahmanson Theatre di Los Angeles dal 3 maggio al 9 giugno 2012; il cast era lo stesso di Broadway, se non per Victoria Clark nel ruolo di Sally, Carol Neblett in quello di Heidi e Sammy Williams in quello di Theodore.

### Tolone
La prima produzione francese di Follies è andata in scena al Teatro dell'Opera di Tolone nel marzo 2013. Il cast comprendeva: Charlotte Page (Sally), Liz Robertson (Phyllis), Graham Bickley (Ben), Jérôme Pradon (Buddy), Nicole Croisille (Carlotta), Julia Sutton (Hattie), Fra Fee (Buddy da giovane) e Stuart Neal (Ben da giovane).

### Primo revival di Londra
Nel settembre 2016 è stato annunciato che Follies verrà messo in scena al Royal National Theatre a partire dall'autunno 2017. Dominic Cooke curò la regia, Imelda Staunton interpreterò Sally, Janie Dee ricoprirì il ruolo di Phyllis e Philip Quast recitònei panni di Ben. Il resto del cast comprendeva: Peter Forbes (Buddy), Tracie Bennett (Carlotta), Josephine Barstow (Heidi), Zizi Strallen (Phyllis da giovane), Dawn Hope (Stella), Di Botcher (Hattie), Billy Boyle (Theodore), Norma Atallah (Emily) e Gary Raymond (Dimitri). Le anteprime cominciarono nell'agosto 2017 e il musical rimase in cartellone fino al 3 gennaio 2018.
Nel febbraio e nel marzo 2019 la produzione di Cooke torna al National Theatre, con Janie Dee e Peter Forbes nuovamente nel ruolo di Phyllis e Buddy, Alexander Hanson in quello di Ben e Joanna Riding in quello di Sally.

### Altre produzioni

#### Tour statunitense, 1973
Una prima, breve tournée di Follies girò per gli Stati Uniti tra il giugno e l'ottobre 1973. La nuova produzione, diretta da Christopher Hewett, annoverava nel proprio cast Jane Kean (Sally), Vivian Blaine (Phyllis), Lynn Bari (Carlotta), Don Liberto (Buddy), Robert Alda (Ben), Lynn Bari (Carlotta) e Selma Diamond (Hattie). Tra le città toccate dal tour c'erano anche San Carlos, Latham,
Mystic, Yonkers, Niles, Paramus e Nyack.

#### Fort Lauderdale, 1973
Il grosso del cast del tour diretto da Hewett riprese i propri ruoli in una produzione in scena a Fort Lauderdale in Florida dal 29 dicembre 1973 al 12 gennaio 1974. Questa produzione, diretta da Leslie Cutler e coreografata da Steven Boockvor e Jayne Tutner, annoverava due artisti del cast originale: Fifi D'Orsay riprese il suo ruolo di Solange, mentre Dick Latessa interpretava Buddy. Jane Kean interpreta Sally, Julie Wilson Phyllis, Robert Alda Ben, Marion Marlowe Carlotta e Selma Diamond Hattie.

#### Off-Broadway, 1976
Nel maggio 1976 il Master Theatre di New York ospitò trenta repliche di una nuova produzione di Follies diretta da Russell Treyez ed interpretata da Sarah Philips Felcher (Hattie), Louis Ann Saunders (Sally), Joan Ulmer (Phyllis), George F. Maguire (Ben), Jack Finnegan (Buddy) e Barbara Lea (Carlotta).

#### Milwaukee, 1977
Dorothy Collins tornò a recitare nel ruolo di Sally in una produzione regionale in scena al Melody Top Theatre di Milwaukee per circa due settimane nel luglio del 1977. L'originale Theodore Whitman di Broadway, Ted Lawrie, interpreta Buddy, Anne Jeffreys Phyllis, Jack Washburn Ben, Jill Corey Carlotta e Honey Sanders Stella. Stuart Bishop curava la regia. Nonostante fossero passati solo cinque anni dall'ultima volta che aveva interpretato il ruolo, la Collins non riusciva più a cantare le sue canzoni nella tonalità originale, e la tonalità di In Buddy's Eyes e Too Many Mornings fu abbassata per lei.

#### Pittsburgh, 1983
La Civic Light Opera di Pittsburgh allestì una produzione del musical diretta da Susan H. Schulman nel luglio 1983. Facevano parte del cast: SuEllen Estey (Sally), Kathryn Hays (Phyllis), Marilyn Eastman (Carlotta), Russ Tamblyn (Buddy), Ross Petty (Ben), Thelma Lee (Hattie) ed Eleanor Glockner (Stella).

#### Wythenshawe, 1985
Il Forum Theatre di Wythenshawe ospitò la prima britannica del musical il 30 aprile 1985. Il cast comprendeva: Mary Millar (Sally), Josephine Blake (Phyllis), Kevin Colson (Ben), Jeannie Harris (Carlotta), Betty Benfield (Heidi), Meg Johnson (Stella), Billy Bradley (Buddy). Howard Lloyd-Lewis curava la regia. Liz Izen, che interpretava Sally da giovane, avrebbe successivamente interpretato Dee Dee West nel revival del Royal National Theatre del 2017, oltre ad essere la prima sostituta di Imelda Staunton nel ruolo della protagonista Sally Durant Plummer.

#### San Jose, 1987
La San Jose Civic Light Opera di San Jose ha messo in scena un proprio allestimento del musical nel gennaio 1987, diretto da Dianna Shuster. Harvey Evans, che sedici anni prima aveva interpretato per primo il ruolo del giovane Buddy, recitava nei panni di Buddy da adulto, mentre il resto del cast comprendeva Gretchen Wyler (Phyllis), Teri Ralston (Sally), Sam Stoneburner (Ben), Sheila Smith (Carlotta), Thelma Lee (Hattie).

#### Houston, 1987
La Theatre Under the Stars Production ha allestito una produzione del musical al Brown Theatre di Houston, in scena nel giugno 1987. Il cast comprendeva: Juliet Prowse (Phyllis), Marilyn Maye (Sally), John Cullum (Ben), Harvey Evans (Buddy), Patrice Munsel (Carlotta), Licia Albanese (Heidi), Mark McGrath (Ben da giovane). La regia era curata da Charles Abbott, le coreografie da Mary Jane Houdina.

#### Detroit, 1988
Nell'autunno 1988 la produzione curata da Abbott e Houdina debuttò al Fisher Theatre di Detroit, con un cast che comprendeva Juliet Prowse (Phyllis), Nancy Dussault (Sally), Ron Raines (Ben), John-Charles Kelly (Buddy), Edie Adams (Carlotta) e Thelma Lee (Hattie).

#### Long Beach, 1990
Dal 1º al 18 marzo 1990 la Long Beach Civic Light Opera ha messo in scena una produzione del musical diretta da Fran Soeder con un cast composto da: Shani Wallis (Sally), Juliet Prowse (Phyllis), Dorothy Lamour (Hattie), Denise Darcel (Solange), Yma Sumac (Heidi).

#### Houston e Seattle, 1995
Charles Abbott ha diretto una nuova produzione del musical andata in scena ad Houston in aprile e poi a Seattle in maggio nel 1995. Facevano parte del cast: Judy Kaye (Sally), Constance Towers (Phyllis), Walter Charles (Ben), John-Charles Kelly (Buddy), Karen Morrow (Carlotta) e Brian d'Arcy James (Ben da giovane).

#### Arlington
Dal 1º aprile al 1º giugno 2003 Follies è andato in scena al Signature Theatre di Arlington, diretto da Eric Schaeffer ed interpretato da Florence Lacey (Sally), Judy McLane (Phyllis), Joseph Dellger (Ben), Harry A. Winter (Buddy), Donna Migliaccio (Carlotta), Judy Simmons (Hattie).

#### St. Louis
Nel settembre 2016 una nuova produzione del musical, diretta da Rob Ruggiero, va in scena al Repertory Theatre di St. Louis. Fanno parte del cast Christiane Noll (Sally), Emily Skinner (Phyllis), Bradley Dean (Ben), Adam Heller (Buddy) e Nancy Opel (Carlotta).

### Concerti
Follies è stato frequentemente messo in scena sotto forma di concerto e le principali produzioni sono le seguenti.

#### New York
Il Lincoln Center di New York ha ospitato la prima versione concertistica di Follies il 6 e il 7 settembre 1985. Il cast comprendeva: Barbara Cook (Sally), George Hearn (Ben), Mandy Patinkin (Buddy), Lee Remick (Phyllis), Carol Burnett (Carlotta), Elaine Stritch (Hattie), Licia Albanese (Heidi), Liliane Montevecchi (Solange), Howard McGillin (Ben da giovane), Liz Callaway (Sally da giovane), Betty Comden (Emily Whitman) e Adolph Green (Theodore Whitman), Phyllis Newman (Stella Deems).
Per celebrare il quarantesimo anniversario del musical, City Center Encores! ha messo in scena una versione concertistica di Follies per quattro serate. Il cast comprendeva: Donna Murphy (Phyllis), Victoria Clark (Sally), Victor Garber (Ben), Michael McGrath (Buddy), Mimi Hines (Hattie), Christine Baranski (Carlotta), Jo Anne Worley (Stella Deems), Lucine Amara (Heidi), Philip Bosco (Weismann).

#### Dublino
Nel maggio 1996, Follies è andato in scena sotto forma di concerto alla National Concert Hall con Lorna Luft, Millicent Martin, Mary Millar, Dave Willetts, Trevor Jones, Bryan Smyth, Alex Sharpe, Christine Scarry, Aidan Conway ed Enda Markey.

#### Londra
L'8 dicembre 1996 una versione concertistica di Follies è andato in scena al Drury Lane con Julia McKenzie (Sally), Donna McKechnie (Phyllis), Ron Moody (Ben), Denis Quilley (Ben), Angela Richards (Carlotta) ed Elizabeth Seal (Solange).
Presso la Royal Festival Hall sono andate in scena 32 repliche di un concerto di Follies dal 3 al 31 agosto 2002. Facevano parte del cast: Louise Gold (Phyllis), Kathryn Evans (Sally), David Durnham (Ben), Henry Goodman (Buddy), Julia Gross (Heidi), Joan Savage (Hattie), Diane Langton (Carlotta) e Paul Bentley (Roscoe).
Sempre nel febbraio 2007, al London Palladium è andata in scena una produzione concertistica del musical con Maria Friedman (Sally), Liz Robertson (Phyllis), Philip Quast (Ben), Imelda Staunton (Hattie), Kim Criswell (Carlotta), Tim Flavin (Buddy), Bonaventura Bottone (Roscoe), Josephine Barstow (Heidi) e Charlotte Page (Heidi da giovane).
Il 28 aprile 2015 sono andate in scena alla Royal Albert Hall due repliche di una nuova versione concertistica di Follies per celebrare l'ottantacinquesimo compleanno di Stephen Sondheim. Il cast comprendeva: Ruthie Henshall (Sally), Christine Baranski (Phyllis), Peter Polycarpou (Buddy), Alexander Hanson (Ben), Betty Buckley (Carlotta), Lorna Luft (Hattie), Stefanie Powers (Solange), Anita Dobson (Stella), Russell Watson (Roscoe), Anita Harris (Emily Whitman), Laura Pitt-Pulford (Phyllis da giovane) e Alistair Brammer (Ben da giovane).

#### Los Angeles
Dal 15 al 23 giugno 2002, il Wadsworth Theatre ha ospitato un nuovo concerto di Follies con Bob Gunton (Ben), Warren Berlinger (Dimitri Weismann), Patty Duke (Phyllis), Vikki Carr (Sally), Harry Groener (Buddy), Carole Cook (Hattie), Carol Lawrence (Vanessa), Ken Page (Roscoe), Liz Torres (Stella), Amanda McBroom (Solange), Grover Dale (Vincent), Donna McKechnie (Carlotta), Carole Swarbrick (Christine), Stella Stevens (Dee Dee), Mary Jo Catlett (Emily), Justine Johnston (Heidi), Jean Louisa Kelly (Young Sally), Austin Miller (Young Buddy), Tia Riebling (Young Phyllis), Kevin Earley (Young Ben), Abby Feldman (Young Stella), Barbara Chiofalo (Young Heidi), Trevor Brackney (Young Vincent), Melissa Driscoll (Young Vanessa), Stephen Reed (Kevin) e Billy Barnes (Theodore).

#### Ann Arbor
Il 4 e il 5 gennaio 2003 è andata in scena una versione concertale di Follies dove i quattro attori che interpretarono i protagonisti da giovani nella produzione originale di Broadway ricoprivano i ruoli di Sally, Ben, Buddy e Phyllis da adulti. Kurt Peterson ha interpretato Ben, Marti Rolph Sally, Virginia Sandifur Phyllis e Harvey Evans Buddy; Donna McKechnie ha interpretato Carlotta.

#### Glasgow
Nel 2006 il musical è andato in scena in chiave concertistica a Glasgow, con Phyllis Logan nel ruolo di Phyllis, Annie Ross in quello di Carlotta ed il compositore Patrick Doyle in quello di Buddy.

#### Toronto
Il 17 ottobre 2020 un'edizione concertistica del musical è andata in scena al Royal Conservatory of Music di Toronto con un cast che annoverava Eric McCormack nel ruolo di Ben, Cynthia Dale in quello di Phyllis, Louise Pitre nella parte di Carlotta ed Eugene Levy nei panni di Max.

### Scheda riepilogativa dei cast delle produzioni principali
| Personaggio          | Broadway 1971     | Lincoln Center 1985 | Londra 1987        | New Jersey 1998     | Broadway Revival 2001 | Londra Revival 2002  | City Center Encores! 2007 | Broadway Revival 2011 | Royal Albert Hall 2015 | Londra 2017          |
| -------------------- | ----------------- | ------------------- | ------------------ | ------------------- | --------------------- | -------------------- | ------------------------- | --------------------- | ---------------------- | -------------------- |
| Buddy Plummer        | Gene Nelson       | Mandy Patinkin      | David Healy        | Tony Roberts        | Treat Williams        | Henry Goodman        | Michael McGrath           | Danny Burstein        | Peter Polycarpou       | Peter Forbes         |
| Sally Durant Plummer | Dorothy Collins   | Barbara Cook        | Julia McKenzie     | Donna McKechnie     | Judith Ivey           | Kathryn Evans        | Victoria Clark            | Bernadette Peters     | Ruthie Henshall        | Imelda Staunton      |
| Benjamin Stone       | John McMartin     | George Hearn        | Daniel Massey      | Laurence Guittard   | Gregory Harrison      | David Durham         | Victor Garber             | Ron Raines            | Alexander Hanson       | Philip Quast         |
| Phyllis Rogers Stone | Alexis Smith      | Lee Remick          | Diana Rigg         | Dee Hoty            | Blythe Danner         | Louise Gold          | Donna Murphy              | Jan Maxwell           | Christine Baranski     | Janie Dee            |
| Young Buddy          | Harvey Evans      | Jim Walton          | Evan Pappas        | Billy Hartung       | Joey Sorge            | Matthew Cammelle     | Curtis Holbrook           | Christian Delcroix    | Jos Slovick            | Fred Haig            |
| Young Sally          | Marti Rolph       | Liz Callaway        | Deborah Poplett    | Danette Holden      | Lauren Ward           | Emma Clifford        | Katie Klaus               | Lora Lee Gayer        | Amy Ellen Richardson   | Alex Young           |
| Young Ben            | Kurt Peterson     | Howard McGillin     | Simon Green        | Michael Gruber      | Richard Roland        | Hugh Maynard         | Colin Donnell             | Nick Verina           | Alistair Brammer       | Adam Rhys-Charles    |
| Young Phyllis        | Virginia Sandifur | Daisy Prince        | Gillian Bevan      | Meredith Patterson  | Erin Dilly            | Kerry Jay            | Jenny Powers              | Kirsten Scott         | Laura Pitt-Pulford     | Zizi Strallen        |
| Stella Deems         | Mary McCarty      | Phyllis Newman      | Lynda Baron        | Phyllis Newman      | Carol Woods           | Shezwae Powell       | Jo Anne Worley            | Terri White           | Anita Dobson           | Dawn Hope            |
| Carlotta Campion     | Yvonne De Carlo   | Carol Burnett       | Dolores Gray       | Ann Miller          | Polly Bergen          | Diane Langton        | Christine Baranski        | Elaine Paige          | Betty Buckley          | Tracie Bennett       |
| Heidi Schiller       | Justine Johnston  | Licia Albanese      | Adele Leigh        | Carol Skarimbas     | Joan Roberts          | Julia Goss           | Lucine Amara              | Rosalind Elias        | Charlotte Page         | Josephine Barstow    |
| Hattie Walker        | Ethel Shutta      | Elaine Stritch      | Margaret Courtenay | Kaye Ballard        | Betty Garrett         | Joan Savage          | Mimi Hines                | Jayne Houdyshell      | Lorna Luft             | Di Botcher           |
| Dimitri Weismann     | Arnold Moss       | Andre Gregory       | Leonard Sachs      | Eddie Bracken       | Louis Zorich          | Russell Dixon        | Philip Bosco              | David Sabin           | Alistair McGowan       | Gary Raymond         |
| Emily Whitman        | Marcia Stringer   | Betty Comden        | Pearl Carr         | Natalie Mosco       | Marge Champion        | Myra Sands           | Anne Rogers               | Susan Watson          | Anita Harris           | Norma Atallah        |
| Theodore Whitman     | Charles Welch     | Adolph Green        | Teddy Johnson      | Donald Saddler      | Tony Kemp             | Robert Fitch         | Terrence Currier          | Don Correia           | Roy Hudd               | Billy Boyle          |
| Max Deems            | John J. Martin    | N.D.                | N.D.               | N.D.                | Peter Cormican        | Nick Hamilton        | Gerry Vichi               | Frederick Strother    | N.D.                   | Adrian Grove         |
| Dee Dee West         | Helon Blount      | N.D.                | N.D.               | Billie Thrash       | Dorothy Stanley       | N.D.                 | Dorothy Stanley           | Colleen Fitzpatrick   | N.D.                   | Liz Izen             |
| Roscoe               | Michael Bartlett  | Arthur Rubin        | Paul Bentley       | Vahan Khanzadian    | Larry Raiken          | Paul Bentley         | Arthur Rubin              | Michael Hayes         | Russell Watson         | Bruce Graham         |
| Young Stella         | N.D.              | N.D.                | N.D.               | Pamela Jordan       | Allyson Tucker        | Keisha Marina Atwell | Ashlee Fife               | Erin N. Moore         | N.D.                   | Leisha Mollyneux     |
| Young Heidi          | Victoria Mallory  | Erie Mills          | Michelle Todd      | Ingrid Ladendorf    | Brooke Sunny Moriber  | Philippa Healey      | Leena Chopra              | Leah Horowitz         | Sarah Bakker           | Alison Langer        |
| Solange LaFitte      | Fifi D'Orsay      | Liliane Montevecchi | Maria Charles      | Liliane Montevecchi | Jane White            | Anna Nicholas        | Yvonne Constant           | Mary Beth Peil        | Stefanie Powers        | Geraldine Fitzgerald |
| Kevin                | Ralph Nelson      | N.D.                | N.D.               | N.D.                | Stephen Campanella    | N.D.                 | Clyde Alves               | Clifton Samuels       | N.D.                   | N.D.                 |
| Sandra Crane         | Sonja Levkova     | N.D.                | N.D.               | Laura Kenyon        | Nancy Ringham         | N.D.                 | Diane J. Findlay          | Florence Lacey        | N.D.                   | Julie Armstrong      |
| Young Carlotta       | N.D.              | N.D.                | N.D.               | Jillana Urbina      | Sally Mae Dunn        | N.D.                 | N.D.                      | Pamela Otterson       | N.D.                   | Emily Langham        |
| Young Hattie         | Mary Jane Houdina | N.D.                | N.D.               | Krista Lepore       | Kelli O'Hara          | N.D.                 | Cameron Adams             | Jenifer Foote         | N.D.                   | Aimee Hodnett        |
| Young Emily          | N.D.              | N.D.                | N.D.               | Pascale Faye        | Carol Bentley         | N.D.                 | Denise Payne              | Danielle Jordan       | N.D.                   | Anouska Eaton        |
| Young Dee Dee        | N.D.              | N.D.                | N.D.               | Karen Lifshey       | Roxane Barlow         | N.D.                 | Natalie King Smith        | Leslie Donna Flesner  | N.D.                   | Christine Tucker     |
| Young Solange        | N.D.              | N.D.                | N.D.               | Jean Marie          | Jacqueline Hendy      | N.D.                 | Shannon Marie O’Bryan     | Ashley Yeater         | N.D.                   | Sarah-Marie Maxwell  |
| Young Sandra         | N.D.              | N.D.                | N.D.               | Julie Connors       | Dottie Earle          | N.D.                 | Kiira Schmidt             | N.D.                  | N.D.                   | Kate Parr            |

## Riconoscimenti

### Broadway, 1971
| Anno | Premio                         | Categoria                                     | Candidato                       | Risultato       |
| ---- | ------------------------------ | --------------------------------------------- | ------------------------------- | --------------- |
| 1971 | Drama Desk Award               | Migliori coreografie                          | Michael Bennett                 | Vincitore/trice |
| 1971 | Drama Desk Award               | Migliori versi                                | Stephen Sondheim                | Vincitore/trice |
| 1971 | Drama Desk Award               | Migliori musiche                              | Stephen Sondheim                | Vincitore/trice |
| 1971 | Drama Desk Award               | Migliori costumi                              | Florence Klotz                  | Vincitore/trice |
| 1971 | Drama Desk Award               | Miglior scenografia                           | Boris Aronson                   | Vincitore/trice |
| 1971 | Drama Desk Award               | Miglior performance                           | Alexis Smith                    | Vincitore/trice |
| 1971 | Drama Desk Award               | Miglior regia di un musical                   | Harold Prince e Michael Bennett | Vincitore/trice |
| 1971 | New York Drama Critics' Circle | Miglior Musical                               | Miglior Musical                 | Vincitore/trice |
| 1972 | Tony Award                     | Miglior musical                               | Miglior musical                 | Candidato/a     |
| 1972 | Tony Award                     | Miglior libretto                              | James Goldman                   | Candidato/a     |
| 1972 | Tony Award                     | Miglior attrice protagonista in un musical    | Alexis Smith                    | Vincitore/trice |
| 1972 | Tony Award                     | Miglior attrice protagonista in un musical    | Dorothy Collins                 | Candidato/a     |
| 1972 | Tony Award                     | Miglior attore non protagonista in un musical | Gene Nelson                     | Candidato/a     |
| 1972 | Tony Award                     | Miglior colonna sonora                        | Stephen Sondheim                | Vincitore/trice |
| 1972 | Tony Award                     | Miglior regia di un musical                   | Harold Prince e Michael Bennett | Vincitore/trice |
| 1972 | Tony Award                     | Migliori coreografie                          | Michael Bennett                 | Vincitore/trice |
| 1972 | Tony Award                     | Miglior scenografie                           | Boris Aronson                   | Vincitore/trice |
| 1972 | Tony Award                     | Migliori costumi                              | Florence Klotz                  | Vincitore/trice |
| 1972 | Tony Award                     | Miglior disegno luci                          | Tharon Musser                   | Vincitore/trice |

### West End, 1987
| Anno | Premio                 | Categoria                     | Candidato       | Risultato       |
| ---- | ---------------------- | ----------------------------- | --------------- | --------------- |
| 1987 | Laurence Olivier Award | Miglior musical               | Miglior musical | Vincitore/trice |
| 1987 | Laurence Olivier Award | Miglior attrice in un musical | Julia McKenzie  | Candidato/a     |
| 1987 | Evening Standard Award | Miglior Musical               | Miglior Musical | Vincitore/trice |

### Broadway, 2001
| Anno | Premio           | Categoria                                      | Candidato                     | Risultato   |
| ---- | ---------------- | ---------------------------------------------- | ----------------------------- | ----------- |
| 2001 | Drama Desk Award | Miglior revival di un musical                  | Miglior revival di un musical | Candidato/a |
| 2001 | Drama Desk Award | Miglior attrice non protagonista in un musical | Polly Bergen                  | Candidato/a |
| 2001 | Drama Desk Award | Migliori orchestrazioni                        | Jonathan Tunick               | Candidato/a |
| 2001 | Tony Award       | Miglior revival di un musical                  | Miglior revival di un musical | Candidato/a |
| 2001 | Tony Award       | Miglior attrice protagonista in un musical     | Blythe Danner                 | Candidato/a |
| 2001 | Tony Award       | Miglior attrice non protagonista in un musical | Polly Bergen                  | Candidato/a |
| 2001 | Tony Award       | Migliori costumi                               | Theoni V. Aldredge            | Candidato/a |
| 2001 | Tony Award       | Migliori orchestrazioni                        | Jonathan Tunick               | Candidato/a |

### Broadway, 2011
| Year | Award                      | Category                                       | Nominee                              | Result          |
| ---- | -------------------------- | ---------------------------------------------- | ------------------------------------ | --------------- |
| 2012 | Tony Award                 | Miglior revival di un musical                  | Miglior revival di un musical        | Candidato/a     |
| 2012 | Tony Award                 | Miglior attore protagonista in un musical      | Danny Burstein                       | Candidato/a     |
| 2012 | Tony Award                 | Miglior attore protagonista in un musical      | Ron Raines                           | Candidato/a     |
| 2012 | Tony Award                 | Miglior attrice protagonista in un musical     | Jan Maxwell                          | Candidato/a     |
| 2012 | Tony Award                 | Miglior attrice non protagonista in un musical | Jayne Houdyshell                     | Candidato/a     |
| 2012 | Tony Award                 | Migliori costumi                               | Gregg Barnes                         | Vincitore/trice |
| 2012 | Tony Award                 | Miglior disegno luci                           | Natasha Katz                         | Candidato/a     |
| 2012 | Tony Award                 | Miglior Sound Design                           | Kai Harada                           | Candidato/a     |
| 2012 | Drama Desk Award           | Miglior revival di un musical                  | Miglior revival di un musical        | Vincitore/trice |
| 2012 | Drama Desk Award           | Miglior attore protagonista in un musical      | Danny Burstein                       | Vincitore/trice |
| 2012 | Drama Desk Award           | Miglior attrice protagonista in un musical     | Jan Maxwell                          | Candidato/a     |
| 2012 | Drama Desk Award           | Miglior attrice protagonista in un musical     | Bernadette Peters                    | Candidato/a     |
| 2012 | Drama Desk Award           | Miglior attrice non protagonista in un musical | Elaine Paige                         | Candidato/a     |
| 2012 | Drama Desk Award           | Miglior regia di un musical                    | Eric Schaeffer                       | Candidato/a     |
| 2012 | Drama Desk Award           | Migliori coreografie                           | Warren Carlyle                       | Candidato/a     |
| 2012 | Drama Desk Award           | Miglior scenografia                            | Derek McLane                         | Candidato/a     |
| 2012 | Drama Desk Award           | Migliori costumi                               | Gregg Barnes                         | Vincitore/trice |
| 2012 | Drama Desk Award           | Miglior Sound Design                           | Kai Harada                           | Candidato/a     |
| 2012 | Outer Critics Circle Award | Miglior revival                                | Miglior revival                      | Vincitore/trice |
| 2012 | Outer Critics Circle Award | Miglior attore in un musical                   | Danny Burstein                       | Vincitore/trice |
| 2012 | Outer Critics Circle Award | Miglior attrice in un musical                  | Jan Maxwell                          | Candidato/a     |
| 2012 | Outer Critics Circle Award | Miglior attrice non protagonista in un musical | Jayne Houdyshell                     | Candidato/a     |
| 2012 | Outer Critics Circle Award | Migliori costumi                               | Gregg Barnes                         | Candidato/a     |
| 2012 | Drama League Award         | Miglior revival di un musical                  | Miglior revival di un musical        | Vincitore/trice |
| 2012 | Grammy Award               | Miglior album di un musical teatrale           | Miglior album di un musical teatrale | Candidato/a     |

### Londra, 2017
| Anno | Premio                          | Categoria                                       | Candidato                      | Risultato       |
| ---- | ------------------------------- | ----------------------------------------------- | ------------------------------ | --------------- |
| 2017 | Evening Standard Theatre Awards | Miglior Musical                                 | Miglior Musical                | Candidato/a     |
| 2017 | Evening Standard Theatre Awards | Miglior regia                                   | Dominic Cooke                  | Candidato/a     |
| 2017 | Evening Standard Theatre Awards | Miglior performance in un musical               | Janie Dee                      | Candidato/a     |
| 2018 | Critics' Circle Theatre Award   | Miglior regista                                 | Dominic Cooke                  | Vincitore/trice |
| 2018 | Critics' Circle Theatre Award   | Miglior designer                                | Vicki Mortimer                 | Vincitore/trice |
| 2018 | Laurence Olivier Award          | Miglior revival                                 | Miglior revival                | Vincitore/trice |
| 2018 | Laurence Olivier Award          | Miglior regia                                   | Dominic Cooke                  | Candidato/a     |
| 2018 | Laurence Olivier Award          | Migliore attrice in un Musical                  | Janie Dee                      | Candidato/a     |
| 2018 | Laurence Olivier Award          | Migliore attrice in un Musical                  | Imelda Staunton                | Candidato/a     |
| 2018 | Laurence Olivier Award          | Migliore attrice non protagonista in un musical | Tracie Bennett                 | Candidato/a     |
| 2018 | Laurence Olivier Award          | Miglior scenografia                             | Vicki Mortimer                 | Candidato/a     |
| 2018 | Laurence Olivier Award          | Migliori costumi                                | Vicki Mortimer                 | Vincitore/trice |
| 2018 | Laurence Olivier Award          | Miglior disegno luci                            | Paule Constable                | Candidato/a     |
| 2018 | Laurence Olivier Award          | Migliori coreografie                            | Bill Dreamer                   | Candidato/a     |
| 2018 | Laurence Olivier Award          | Eccellenza nella musica                         | Orchestra del National Theatre | Candidato/a     |